# Wyszków Śląski (stacja kolejowa)
Wyszków Śląski – przystanek kolejowy w Wyszkowie Śląskim, w województwie opolskim, w powiecie nyskim, w gminie Nysa, w Polsce. Przystanek ten przez wiele lat był nieczynny, ale po modernizacji linii kolejowej na której leży został ponownie uruchomiony 15 grudnia 2019 roku.

## Ruch pasażerski
| Rok  | Wymiana pasażerska na dobę |
| ---- | -------------------------- |
| 2017 | –                          |
| 2022 | 0-9                        |